# Michail Petrowitsch Aljoschin

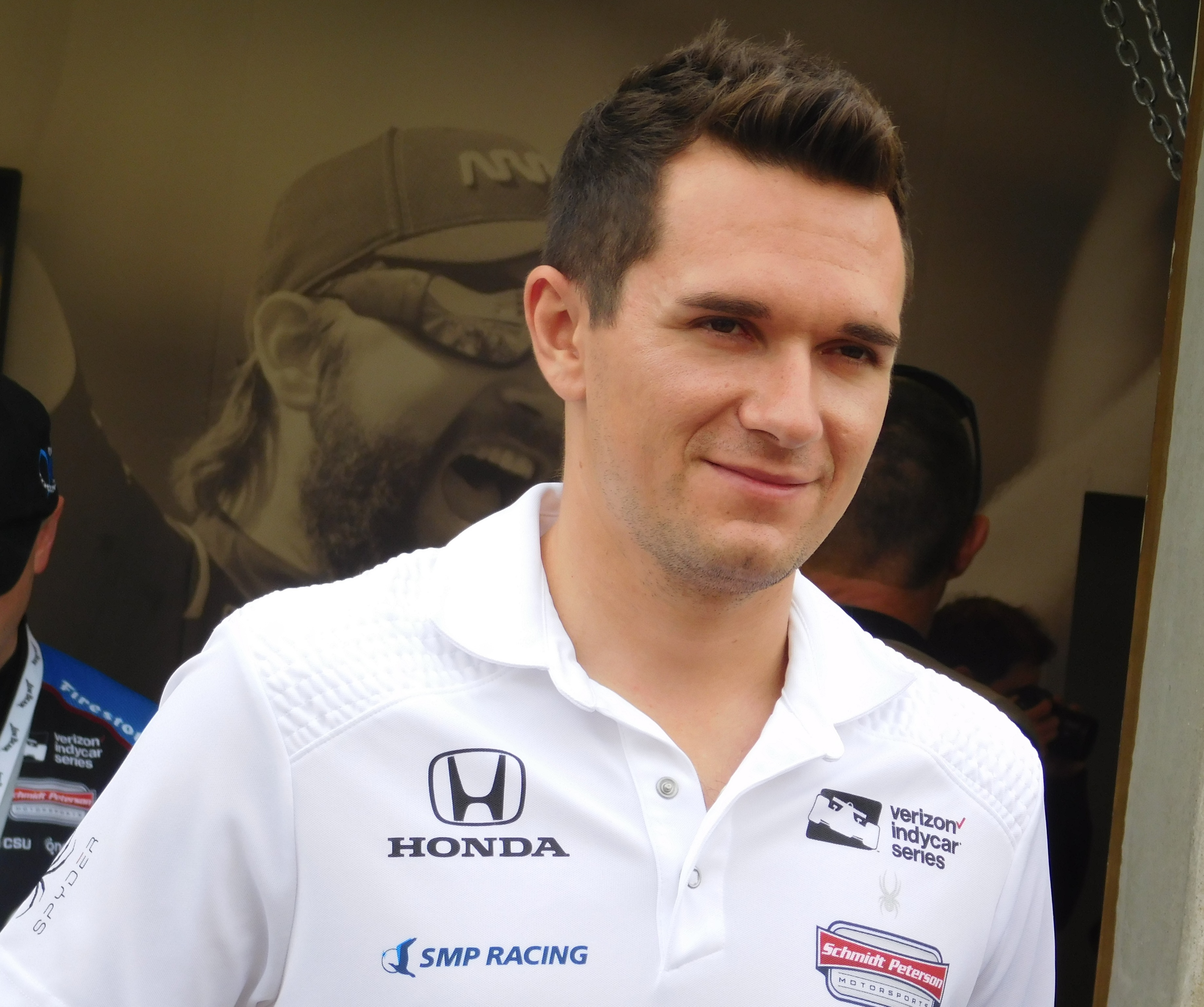
Michail Aljoschin 2017

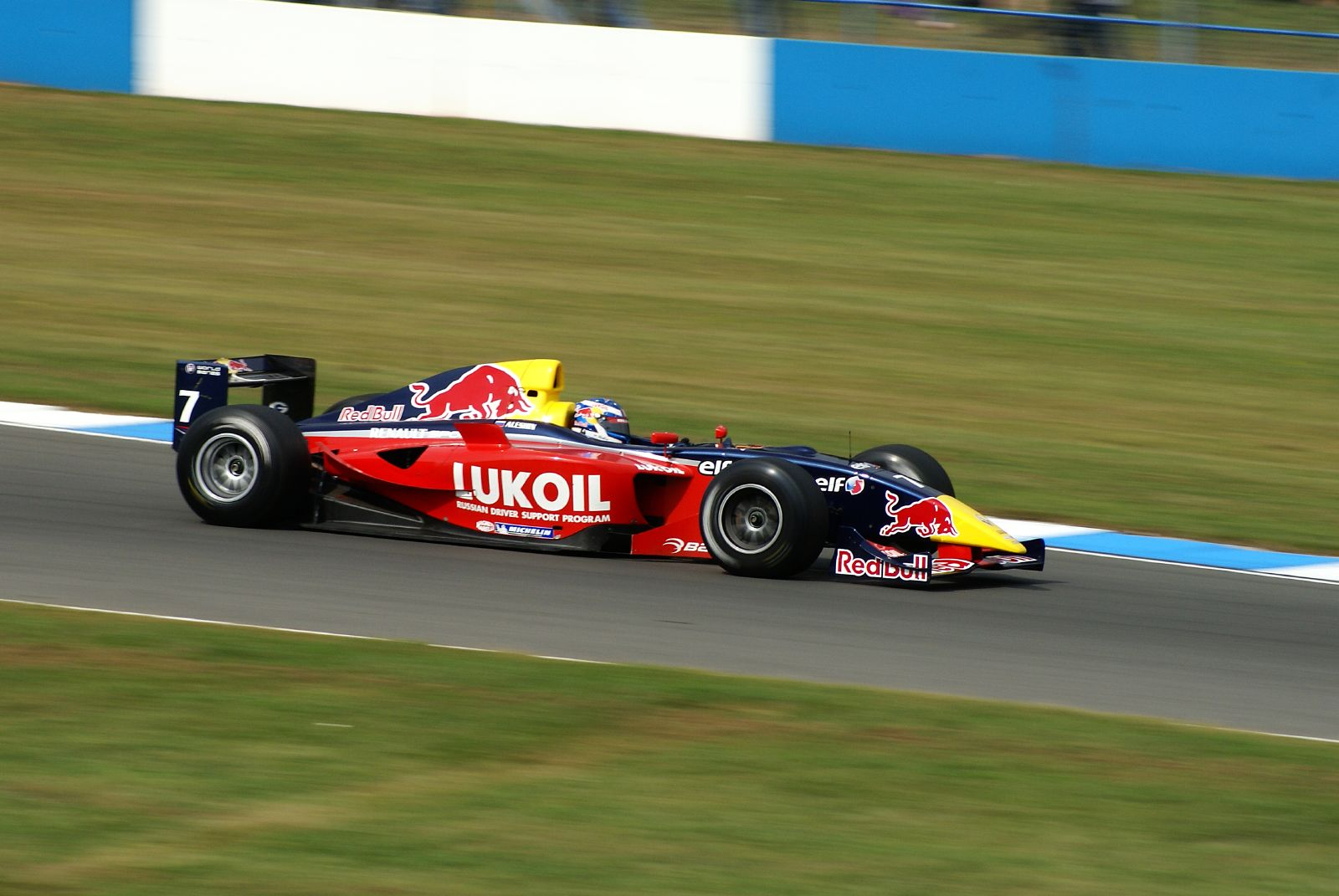
Aljoschin für Carlin Motorsport im Donington Park fahrend in der Saison 2007 der Formel Renault 3.5

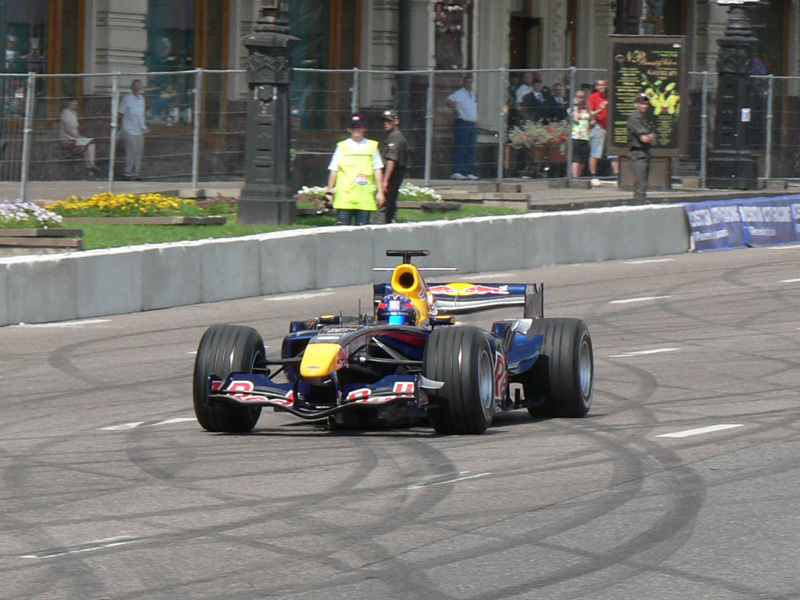
Aljoschin bei Formel-1-Demonstrationsfahrten in Moskau

Michail Petrowitsch Aljoschin, auch Mikhail Aleshin (russisch Михаил Петрович Алёшин; * 22. Mai 1987 in Moskau) ist ein ehemaliger russischer Automobilrennfahrer. Er startete von 2006 bis 2013 mit Unterbrechungen in der Formel Renault 3.5, wo er 2010 den Meistertitel gewann. Von 2014 bis 2017 trat er in der IndyCar Series an. 

## Karriere
Aljoschin begann seine Motorsportkarriere 1996 im Kartsport und war bis 2002 in diesem Sport aktiv. Parallel bestritt Aljoschin seine ersten Rennen im Formelsport in der russischen Formel 3. In den nächsten drei Saisons war er sowohl in der deutschen Formel Renault, als auch im Formel Renault 2.0 Eurocup aktiv. In der deutschen Formel Renault erreichte Aljoschin 2003 den 12. Gesamtrang, 2004 verbesserte er sich auf Platz 5 in der Gesamtwertung und 2005 gewann er den Vizemeistertitel. Im Formel Renault Eurocup war Aljoschin nicht so erfolgreich: 2003 wurde er nicht gewertet, 2004 wurde er 17. und in der Saison 2005, die er nur zur Hälfte bestritt, wurde er 30. In der A1GP-Saison 2005/2006 bestritt Aljoschin zwei Rennen für das russische Team.
2006 ging Aljoschin in der Formel Renault 3.5 für Carlin Motorsport an den Start und belegte den elften Gesamtrang. 2007 blieb Aljoschin bei Carlin und feierte seinen ersten Sieg in der Formel Renault 3.5. Am Saisonende belegte er Platz 13 in der Gesamtwertung. Zudem gab Aljoschin sein Debüt in der GP2-Serie: Nachdem sich Michael Ammermüller verletzt hatte, startete Aljoschin beim zweiten Rennwochenende der GP2-Serie 2007 in Barcelona für ART Grand Prix und wurde auf Anhieb Sechster beim Hauptrennen. Beim letzten Rennwochenende der Saison in Valencia ging Aljoschin erneut für ART Grand Prix an den Start. Sein Teamkollege bei beiden Rennwochenenden war Lucas di Grassi. In der Gesamtwertung belegte Aljoschin mit drei Punkten den 25. Platz. 2008 bestritt Aljoschin seine dritte Saison in der Formel Renault 3.5. Erneut ging er für Carlin Motorsport an den Start und wurde Fünfter in der Gesamtwertung. Bei einer Motorsport Show in Moskau, fuhr Aljoschin 2008 mit einem Formel-1-Auto von Red Bull Racing durch seine Heimatstadt.
2009 wechselte Aljoschin in die wiederbelebten Formel 2 und ging als einer von drei Red-Bull-Junioren an den Start. Mit einem Rennsieg in Oschersleben belegte er am Saisonende den dritten Gesamtrang. Zum Saisonende beendete Red Bull die Förderung von Aljoschin und er kehrte für die Saison 2010 in die Formel Renault 3.5 zu Carlin zurück. Mit Siegen in Alcañiz, Spa-Francorchamps und Magny-Cours gewann er den Meistertitel mit 138 gegen 136 Punkten gegen Daniel Ricciardo. Darüber hinaus nahm er für Carlin an einem Lauf der GP3-Serie teil. Als Belohnung für seinen Meistertitel in der Formel Renault 3.5 durfte Aljoschin am Ende der Saison einen Formel-1-Testtag für Renault absolvieren.
2011 blieb Aljoschin zunächst bei Carlin und stieg mit dem Team in die GP2-Asia-Serie ein. Er belegte den 27. Gesamtrang. Anschließend sollte er 2011 für Carlin auch in der GP2-Serie an den Start gehen. Wegen Budget-Problemen verlor er sein Cockpit zunächst, wurde von Carlin aber schließlich doch zu den ersten zwei Rennwochenenden gemeldet. Im weiteren Verlauf der Saison kam er an zwei weiteren GP2-Rennwochenenden für Carlin zum Einsatz. In der Gesamtwertung belegte er den 32. Platz. In der Zwischenzeit erhielt er bei Stromos ArtLine ein Cockpit in der deutschen Formel 3, das er nicht bezahlen musste, da er für den Rennstall Entwicklungsarbeit leistete. Er nahm an vier Rennwochenenden teil, bei denen er in sieben der acht Rennen die Trophy-Wertung gewann. Anfang Juli kehrte Aljoschin in die Formel Renault 3.5 zurück und trat zu einem Rennwochenende für KMP Racing als Vertretung für Anton Nebylizki an. Außerdem stieg er zum zweiten und letzten Rennwochenende in die Superleague Formula ein. Ein dritter Platz war sein bestes Resultat.
2012 kehrte Aljoschin in die Formel Renault 3.5 als Vollzeitpilot zurück. Er trat für RFR (ehemals KMP Racing) an. Beim letzten Saisonrennen erreichte er mit einem zweiten Platz seine beste Platzierung. Er schloss die Saison auf dem 13. Platz ab. 2013 entschied sich Aljoschin für eine weitere Saison in der Formel Renault 3.5. Er wechselte zu Tech 1 Racing. Mit zwei fünften Plätzen als beste Resultate beendete er die Saison auf dem zwölften Platz. Mit 33 zu 136 Punkten unterlag er seinem Teamkollegen Nigel Melker. Darüber hinaus debütierte Aljoschin im GT-Sport und nahm in unterschiedlichen Klassen an fünf Rennen der Blancpain Endurance Series für SMP Racing teil. Dabei stand er in der GT3-Pro-Am-Klasse einmal auf dem Podest.
2014 wechselte Aljoschin nach Nordamerika in die IndyCar Series. Er erhielt ein Cockpit bei Schmidt Peterson Motorsports. Mit einem zweiten Platz in Houston stand er einmal auf dem Podium. Zudem lag er bei drei Rennen, unter anderem dem Indianapolis 500, für ein paar Runden in Führung. Im Abschlusstraining zum letzten Rennen in Fontana wurde Aljoschin bei einem Unfall schwer verletzt. Er drehte sich von wurde von einem Gegner getroffen. Dabei stieg sein Auto auf. Aljoschin erlitt Frakturen an den Rippen und dem rechten Schlüsselbein, eine Gehirnerschütterung und Brustverletzungen. Er blieb bei Bewusstsein und kam für zweieinhalb Wochen ins Krankenhaus. In der Meisterschaft wurde Aljoschin als zweitbester Neuling 16. Mit 372 zu 565 Punkten unterlag er intern Simon Pagenaud.
2015 verließ Aljoschin die IndyCar Series, da sein Sponsor SMP Racing wegen der Wirtschaftssanktionen gegen Russland nicht in der Lage war, das Budget für eine Saison aufzutreiben. Stattdessen wurde Aljoschin ins Langstreckenprogramm von SMP Racing eingebunden und trat in der European Le Mans Series und beim 24-Stunden-Rennen von Le Mans an. Hier war er an der Entwicklung des russischen LMP2-Chassis BR01 beteiligt. In der European Le Mans Series wurde er zusammen mit Kirill Ladygin Fünfter in der LMP2-Wertung. Darüber hinaus nahm Aljoschin für Schmidt Peterson Motorsports am letzten Rennen der IndyCar Series 2015, dem GoPro Grand Prix of Sonoma, teil und wurde dabei Zehnter.
2016 kehrte Aljoschin in die IndyCar Series zu Schmidt Peterson Motorsports zurück. In Long Pond gelang ihm mit dem zweiten Platz eine Podest-Platzierung. Er beendete die Saison auf dem 15. Gesamtrang. 2017 sollte Aljoschin eine weitere komplette Saison für Schmidt Peterson Motorsports fahren, aber er und das Team beendeten die Zusammenarbeit vier Rennen vor Saisonende. 2019 gewann er mit SMP Racing ein Rennen des Blancpain GT Series Endurance Cup und belegte mit einem Punkt Rückstand den zweiten Platz der Fahrerwertung.

## Statistik

### Karrierestationen
| - 1996–2002: Kartsport - 2002: Russische Formel 3 (Platz 4) - 2003: Deutsche Formel Renault (Platz 12) - 2003: Formel Renault 2.0 Eurocup - 2004: Deutsche Formel Renault (Platz 5) - 2004: Formel Renault 2.0 Eurocup (Platz 17) - 2004: Italienische Formel Renault, Winterserie (Meister) - 2005: Deutsche Formel Renault (Platz 2) - 2005: Formel Renault 2.0 Eurocup (Platz 30) - 2006: A1GP - 2006: Formel Renault 3.5 (Platz 11) - 2007: Formel Renault 3.5 (Platz 13) - 2007: GP2-Serie (Platz 25) | - 2008: Formel Renault 3.5 (Platz 5) - 2009: Formel 2 (Platz 3) - 2010: Formel Renault 3.5 (Meister) - 2010: GP3-Serie (Platz 37) - 2010: Formel 1 (Testfahrer) - 2011: GP2-Asia-Serie (Platz 27) - 2011: GP2-Serie (Platz 32) - 2011: Deutsche Formel 3 (Platz 17) - 2011: Formel Renault 3.5 (Platz 28) - 2011: Superleague Formula - 2012: Formel Renault 3.5 (Platz 13) - 2013: Formel Renault 3.5 (Platz 12) - 2013: Blancpain Endurance Series, GT3 Pro (Platz 29) | - 2014: IndyCar Series (Platz 16) - 2015: ELMS, LMP2 (Platz 5) - 2015: IndyCar Series (Platz 33) - 2016: FIA WEC, LMP2 (Platz 16) - 2016: WSCC, P (Platz 33) - 2016: IndyCar Series (Platz 15) - 2017: IndyCar Series (Platz 19) - 2018: Blancpain GT Series Endurance Cup, Pro (Platz 20) - 2018/19: FIA WEC, LMP1 (Platz 4) - 2019: Blancpain GT Series Endurance Cup, Pro (Platz 2) |

### Einzelergebnisse in der IndyCar Series
| Jahr | Team                         | 1   | 2   | 3   | 4   | 5     | 6    | 7   | 8   | 9   | 10  | 11  | 12  | 13  | 14  | 15  | 16  | 17  | 18  | Punkte | Rang |
| ---- | ---------------------------- | --- | --- | --- | --- | ----- | ---- | --- | --- | --- | --- | --- | --- | --- | --- | --- | --- | --- | --- | ------ | ---- |
| 2014 | Schmidt Peterson Motorsports | STP | LBH | ALA | IMS | INDY  | DET  | DET | TXS | HOU | HOU | POC | IOW | TOR | TOR | MDO | MIL | SNM | FON | 372    | 16.  |
| 2014 | Schmidt Peterson Motorsports | 12  | 6   | 22  | 25  | 21°16 | 17°  | 7°  | 7   | 23  | 2   | 7   | 21  | 11  | 23  | 14  | 8   | 7   | 22  | 372    | 16.  |
| 2015 | Schmidt Peterson Motorsports | STP | NOL | LBH | ALA | IMS   | INDY | DET | DET | TXS | TOR | FON | MIL | IOW | MDO | POC | SNM |     |     | 40     | 33.  |
| 2015 | Schmidt Peterson Motorsports |     |     |     |     |       |      |     |     |     |     |     |     |     | 10  |     |     |     |     | 40     | 33.  |
| 2016 | Schmidt Peterson Motorsports | STP | PHO | LBH | ALA | IMS   | INDY | DET | DET | ROA | IOW | TOR | MDO | POC | TXS | WGL | SNM |     |     | 347    | 15.  |
| 2016 | Schmidt Peterson Motorsports | 5   | 17  | 16  | 17  | 13    | 277  | 15  | 17  | 16  | 5   | 6   | 17* | 2*  | 16  | 22  | 11  |     |     | 347    | 15.  |
| 2017 | Schmidt Peterson Motorsports | STP | LBH | ALA | PHO | IMS   | INDY | DET | DET | TXS | ROA | IOW | TOR | MDO | POC | STL | WGL | SNM |     | 237    | 19.  |
| 2017 | Schmidt Peterson Motorsports | 14  | 12  | 10  | 17  | 18    | 13   | 6°  | 16  | 15  | 10  | 21  |     | 14  |     |     |     |     |     | 237    | 19.  |

### Le-Mans-Ergebnisse
| Jahr | Team       | Fahrzeug            | Teamkollege       | Teamkollege       | Platzierung | Ausfallgrund |
| ---- | ---------- | ------------------- | ----------------- | ----------------- | ----------- | ------------ |
| 2015 | SMP Racing | BR Engineering BR01 | Kirill Ladygin    | Anton Ladygin     | Rang 33     |              |
| 2016 | SMP Racing | BR Engineering BR01 | Nicolas Minassian | Maurizio Mediani  | Rang 11     |              |
| 2017 | SMP Racing | Dallara P217        | Sergei Sirotkin   | Victor Schaitar   | Rang 33     |              |
| 2018 | SMP Racing | BR Engineering BR1  | Witali Petrow     | Jenson Button     | Ausfall     | Motorschaden |
| 2019 | SMP Racing | BR Engineering BR1  | Witali Petrow     | Stoffel Vandoorne | Rang 3      |              |

### Einzelergebnisse in der FIA-Langstrecken-Weltmeisterschaft
| Saison  | Team       | Rennwagen           | 1   | 2   | 3   | 4   | 5   | 6   | 7   | 8   | 9   |
| ------- | ---------- | ------------------- | --- | --- | --- | --- | --- | --- | --- | --- | --- |
| 2015    | SMP Racing | BR Engineering BR01 | SIL | SPA | LEM | NÜR | AUS | FUJ | SHA | BAH |     |
| 2015    | SMP Racing | BR Engineering BR01 |     |     | 33  |     |     |     |     | 13  |     |
| 2016    | SMP Racing | BR Engineering BR01 | SIL | SPA | LEM | NÜR | MEX | AUS | FUJ | SHA | BAH |
| 2016    | SMP Racing | BR Engineering BR01 |     |     | 11  |     |     |     | 14  | 13  | 17  |
| 2017    | SMP Racing | Dallara P217        | SIL | SPA | LEM | NÜR | MEX | AUS | FUJ | SHA | BAH |
| 2017    | SMP Racing | Dallara P217        | 33  |     |     |     |     |     |     |     |     |
| 2018/19 | SMP Racing | BR Engineering BR1  | SPA | LEM | SIL | FUJ | SHA | SEB | SPA | LEM |     |
| 2018/19 | SMP Racing | BR Engineering BR1  | 5   | DNF | DNF | 4   | 3   | 3   | 3   | 3   |     |